# Miyabes Ahorn
Miyabes Ahorn (Acer miyabei) ist eine Pflanzenart aus der Gattung der Ahorne (Acer) in der Familie der Seifenbaumgewächse (Sapindaceae). Das natürliche Verbreitungsgebiet liegt in Japan und vielleicht in China.

## Beschreibung

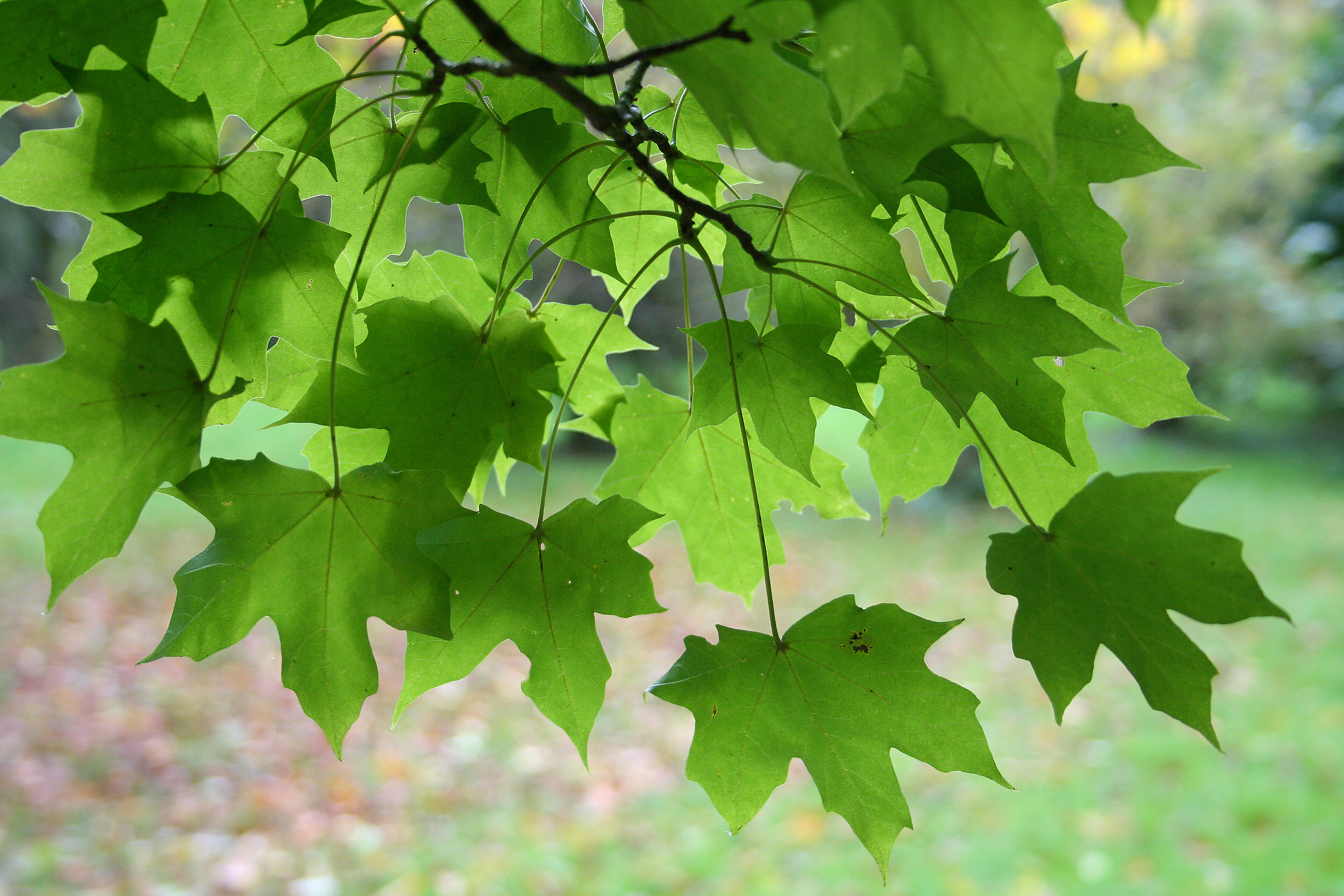
Laubblätter

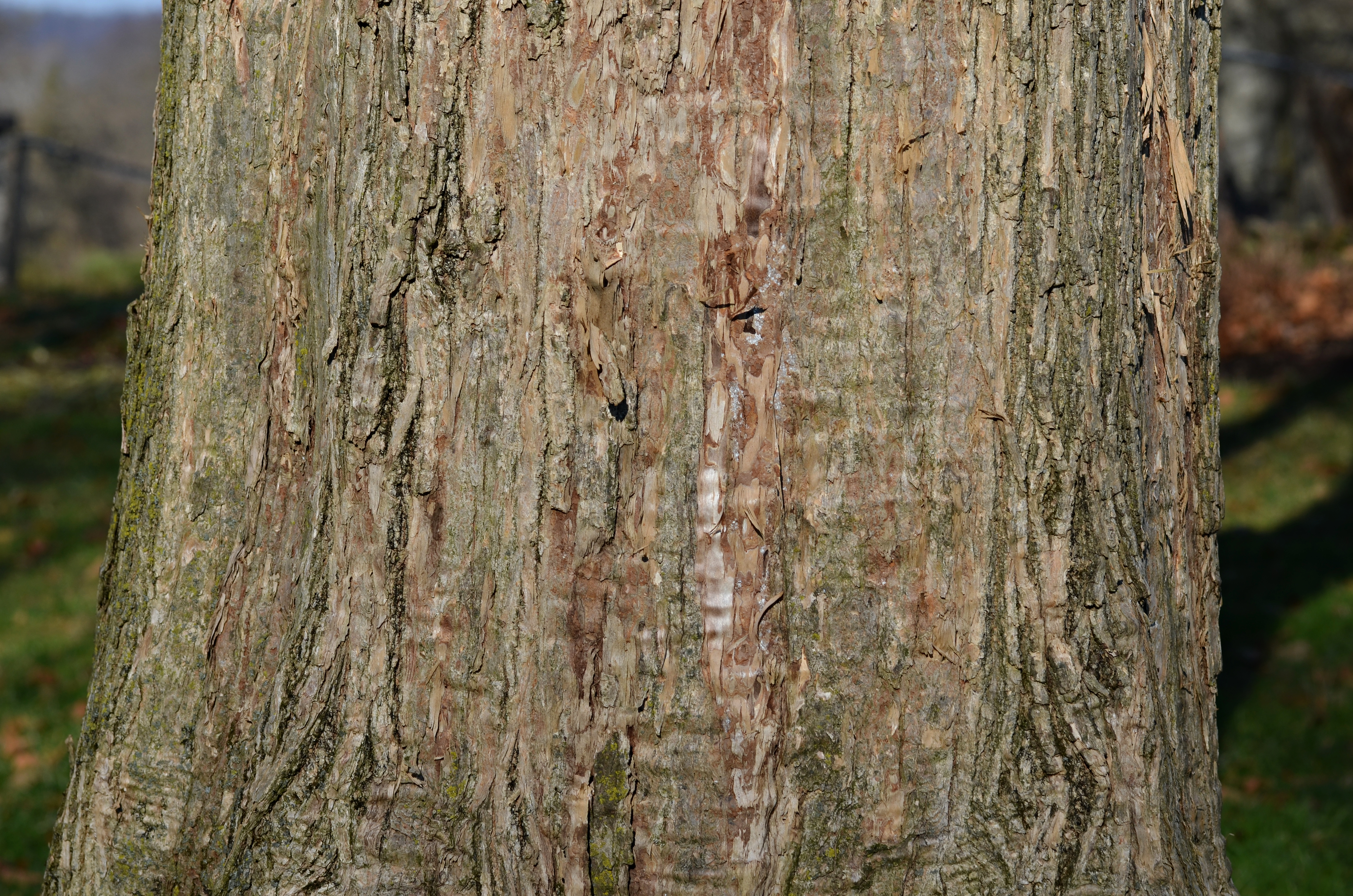
Borke

### Vegetative Merkmale
Miyabes Ahorn ist ein kleiner, laubabwerfender Baum und erreicht Wuchshöhen von 10 bis über 12 Metern, selten bis über 20 Metern. Der Stammdurchmesser erreicht über 45 Zentimneter, selten über 60 Zentimeter. Die Baumkrone ist rund. Die Rinde junger Zweige ist manchmal behaart. Die braun-graue Borke ist rau, leicht rissig bis furchig oder abblätternd, faserig und korkig.
Die gegenständig an den Zweigen angeordneten Laubblätter sind in Blattstiel und -spreite gegliedert. Der bis 17 Zentimeter lange, feste, oft rinnige Blattstiel ist behaart bis kahl und gibt verletzt klaren Milchsaft ab. Die gespaltene und ganzrandige, spitze bis zugespitzt, eiförmige bis rundliche Blattspreite ist bei einer Breite von 10 bis 15 Zentimeter, fünflappig mit herzförmiger Basis. Die gezähnten bis gelappten oder ganzen Blattlappen enden, meist abgerundet, spitz bis zugespitzt oder stumpf, der Mittellappen ist bis zur Spreitenmitte oder etwas tiefer eingeschnitten. Die Blattoberseite ist dunkelgrün, die -unterseite hellgrün, beide Seiten sind, vor allem auf den Adern, weich behaart.

### Generative Merkmale
Der Miyabes Ahorn  ist diözio-polygam und dichogam. Es kommen einhäusige monözische und weibliche und männliche Exemplare vor. Die Blütezeit liegt im Mai. Die schlank gestielten Blüten befinden sich in einem 10 bis 12 Zentimeter langen und 5 bis 7 Zentimeter breiten, wenigblütigen und schirmrispigen Blütenstand. Die funktionell eingeschlechtlichen, gelblich-grünen Blüten sind bei einem Durchmesser von etwa 1 Zentimeter radiärsymmetrisch mit doppelter Blütenhülle. Die gleich langen Kelch- und Kronblätter sind bewimpert. In den männlichen Blüten sind leicht vorstehende Staubblätter und ein Pistillode vorhanden. Bei den weiblichen ist ein behaarter Fruchtknoten und Staminodien ausgebildet. Es ist jeweils ein Diskus vorhanden.

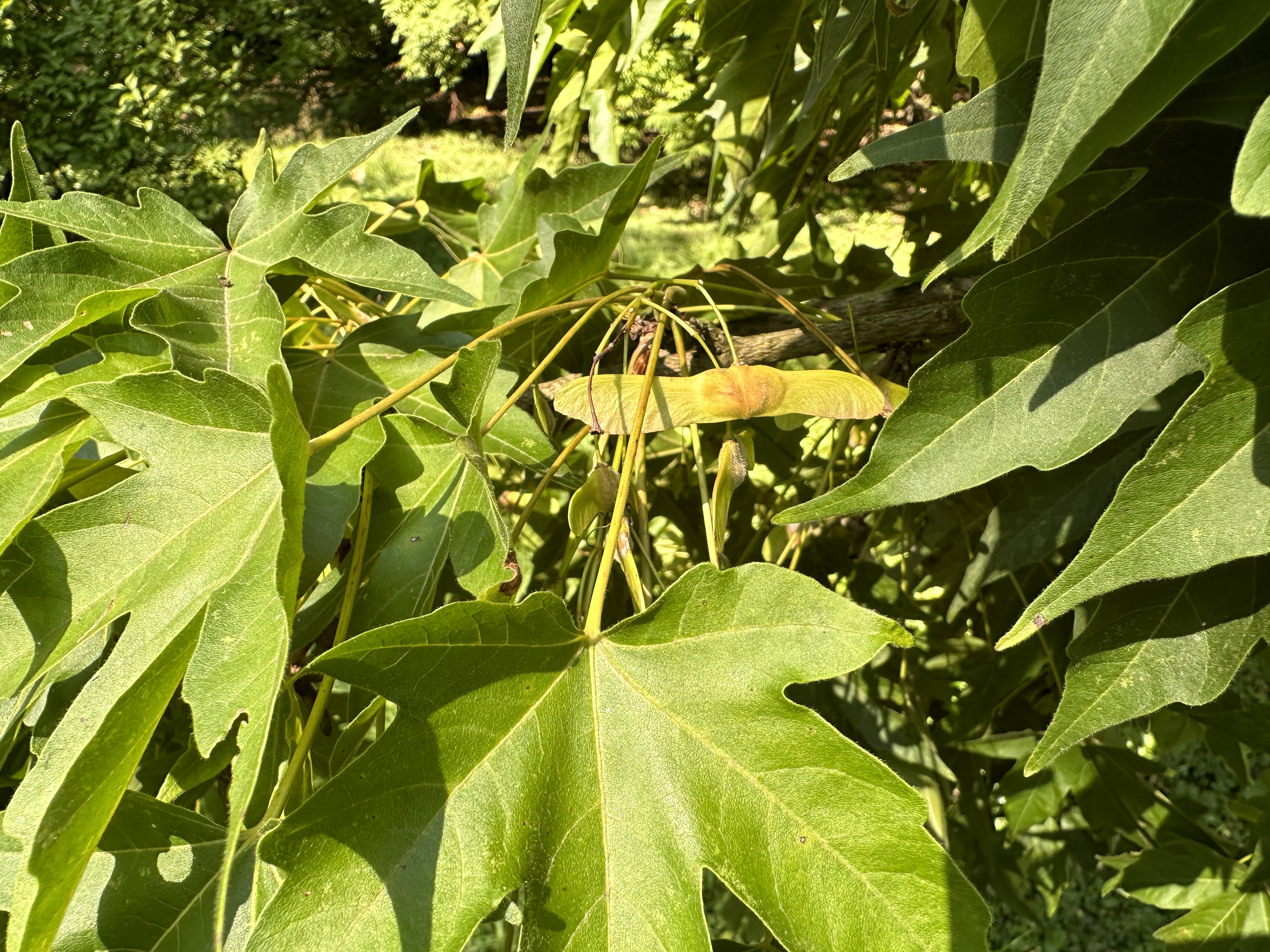
Früchte

Die zweiteiligen und geflügelten Spaltfrüchte sind 4 bis 5 Zentimeter lang und die Nussfrüchte sind fein samtig behaart. Die Flügel sind waagrecht gespreizt.

## Vorkommen
Das Verbreitungsgebiet liegt auf den japanischen Inseln Hokkaidō sowie Honshū und vielleicht in den chinesischen Provinzen Gansu, Henan, Hubei, Shaanxi sowie Zhejiang.
Miyabes Ahorn wächst in Auen und an Flussufern auf mäßig trockenen, frischen bis feuchten, sehr nährstoffreichen, neutralen bis alkalischen, sandig-kiesigen Böden an sonnigen bis lichtschattigen, kühlen bis kalten Standorten.

## Systematik
Die Erstbeschreibung von Acer miyabei erfolgte 1888 durch Karl Johann Maximowicz in Bulletin de l'Academie Imperiale des Sciences de Saint-Pétersbourg. St. Petersburg, Séries 3, 32, S. 485.
Die Art Acer miyabei gehört zur Sektion Platanoidea in der Gattung Acer.

## Verwendung
Miyabes Ahorn wird nur selten genutzt.